# خيسوس فرنانديز (لاعب كرة يد)
خيسوس فرنانديز (بالإسبانية: Chechu Fernández Oceja)‏ (25 فبراير 1974 في إسبانيا - ) هو لاعب كرة يد إسباني في مركز ظهير ‏. شارك في الألعاب الأولمبية الصيفية 1996. ولعب مع نادي مندن لكرة اليد.

## وصلات خارجية
- جيسوس فرنانديز على موقع الاتحاد الأوروبي لكرة اليد (الإنجليزية)
- جيسوس فرنانديز على موقع أوليمبيديا (الإنجليزية)
- جيسوس فرنانديز على موقع اللجنة الأولمبية الإسبانية (الإسبانية)